# 班堡 (英格兰)
班堡（Bamburgh /ˈbæmbərə/ BAM-bər-ə）是英格兰诺森伯兰郡的一个沿海村庄、民政教区，2011年人口为414。它是围绕着班堡城堡发展起来的，此外当地海滩在2005年成为了蓝旗海滩，也是一个旅游景点。当地的班堡沙丘（Bamburgh Dunes）是一个具特殊科学价值地点。